# Lineal del Manzanares Park
Lineal del Manzanares Park är en park i Spanien.   Den ligger i provinsen Provincia de Madrid och regionen Madrid, i den centrala delen av landet, i huvudstaden Madrid. Lineal del Manzanares Park ligger 567 meter över havet.
Terrängen runt Lineal del Manzanares Park är huvudsakligen platt. Lineal del Manzanares Park ligger nere i en dal. Runt Lineal del Manzanares Park är det mycket tätbefolkat, med 4 670 invånare per kvadratkilometer. Närmaste större samhälle är Madrid, 4,4 km norr om Lineal del Manzanares Park. Runt Lineal del Manzanares Park är det i huvudsak tätbebyggt.